# أماني ألبرت
أماني ألبرت أديب هي كاتبة، وصحفية مصرية ومستشار إعلامي لجامعة بني سويف، وأستاذ مساعد في العلاقات العامة بكلية الإعلام بجامعة بني سويف، ووكيل كلية الإعلام للدراسات العليا والبحوث بالجامعة، وهي مدربة دولية معتمدة في مجال العلاقات العامة.

## مسيرتها المهنية
تخرّجت أماني ألبرت من قسم الإعلام في كلية الآداب بجامعة المنيا، وحصلت منها على درجة الماجستير عام 2003 عن أطروحة بعنوان «الصورة الذهنية للصحافة القومية والحزبية في مصر»، ثم نالت درجة الدكتوراه في العلاقات العامة، وقامت بالتدريس في عدد من الجامعات المصرية الحكومية والخاصة، وتعمل حاليًا أستاذ مساعد بقسم العلاقات العامة في كلية الإعلام بجامعة بني سويف، كما شغلت العديد من المناصب الأكاديمية مثل منصب المستشار الإعلامي لجامعة بني سويف، ومنصب وكيل كلية الإعلام بجامعة بني سويف لشئون الدراسات العليا والبحوث، ومنصب وكيل كلية الإعلام لشئون التعليم والطلاب، ومنصب رئيس قسم العلاقات العامة والإعلان، وتعد من أبرز المدربين الدوليين المعتمدين في مجال العلاقات العامة، إلى جانب عملها الصحفي حيث كتبت المقالات لعدد من الصحف والمجلات والمواقع الإلكترونية المصرية والدولية مثل صحيفة الأهرام، وجريدة الأخبار، وصحيفة وطنى، وموقع مبتدا، وصحيفة روزاليوسف الإلكترونية، وموقع الهلال اليوم، وموقع هير نيوز.

## كتاباتها ومؤلفاتها
كتبت أماني ألبرت الكثير من المقالات في عدد من الصحف والمجلات والمواقع الإلكترونية، كما نُشرت لها العديد من المؤلفات، ومنها:
- مهارات الترجمة الإعلامية: صدر عام 2009.
- يوميات غاضب من الله: صدر عام 2012 عن دار المياه الحيّة بالقاهرة.[6]
- الاتصال الشخصي: صدر عام 2015.
- البروتوكول والإتيكيت: صدر عام 2015.
- إدمان العلاقات والتعلق بالأشخاص: صدر عام 2017.[7]
- الإبداع في الإعلان: صدر عام 2017 عن دار عالم الكتب للنشر والتوزيع بالقاهرة.[8]
- اتجاهات حديثة في دراسات الصورة الذهنية: صدر عام 2018 عن دار أطلس للنشر والتوزيع بالقاهرة.[9]
- الكتابة للعلاقات العامة: صدر عام 2019 عن دار عالم الكتب للنشر والتوزيع بالقاهرة.[10][11]
- الإبداع في التسويق والترويج: صدر عام 2020 عن دار عالم الكتب للنشر والتوزيع بالقاهرة.[12][13]
- كسر قواعد الاتيكيت والبروتوكول: صدر عام 2020 عن دار عالم الكتب للنشر والتوزيع بالقاهرة.[14]
- المستشار الإعلامي والمتحدث الرسمي: صدر في يناير عام 2021 عن دار عالم الكتب للنشر والتوزيع بالقاهرة.[15]